# Helena Jones
Helena Jones (Conwy, Wales, Treorchy, 14 de julio de 1870 - Treorchy, 4 de septiembre de 1946) fue una doctora y sufragista británica que hizo campaña por el voto de las mujeres a principios del siglo XX. Aunque compartió la plataforma con muchas sufragistas notables, incluida Emmeline Pankhurst, se separó de la Unión Social y Política de las Mujeres, de la que era organizadora regional, para desafiar la decisión de Pankhurst de reducir los objetivos del sufragio durante la Primera Guerra Mundial. 

## Biografía
Jones nació en Conwy, Gales, alrededor de 1870. Entró en la hermandad de la Iglesia de Inglaterra a la edad de 18 años. Inicialmente trabajó en una misión en la prisión, después se fue a estudiar medicina a Londres en 1895 y se graduó en 1901. Emprendió un puesto como oficial médica en un sanatorio antes de tomar un puesto en la enfermería de Greenwich. Más tarde se convirtió en oficial médica de Kings Norton Education Board. Alrededor de 1909 se mudó a Halifax. Para 1916 había asumido el papel de oficial médica para la salud en los valles de Rhondda.

## Trabaja como sufragista
Jones se hizo notar como sufragista en 1908 cuando compartió el escenario con Emmeline Pankhurst en un mitin celebrado en la Sala de Asambleas de Baths en Wolverhampton. En 1910, apoyó a Pankhurst en una serie de conversaciones, hablando al público en manifestaciones organizadas en todo Gales. A menudo asumió el papel de presidenta durante estas reuniones, aunque a veces también se dirigió a la audiencia como oradora. A principios de agosto de 1910, dirigió una reunión en Caernarfon. El 20 de agosto, Pankhurst se unió a Jones en Caernarvon para dirigirse a una reunión. Aunque fue bien recibida, Jones mostró su fuerte personalidad al corregir bruscamente a aquellos en la multitud que intentaron convertir el evento en su propia inclinación política.
En el verano de 1910, participó en una marcha en Hyde Park donde 20 sociedades sufragistas se reunieron para escuchar a más de 150 oradoras de cuarenta plataformas. Jones, como parte de la Unión Social y Política de las Mujeres (WSPU, por sus siglas en inglés), junto con su compatriota galesa Rachel Barrett fueron dos de las principales oradoras para dirigirse a los manifestantes. A finales de 1910, asumió un papel administrativo en la WSPU cuando aceptó los deberes de organizadora honoraria de la sucursal de Halifax después de que la jefa de la sucursal anterior, Annie Williams, se mudara a Gales. Al año siguiente, participó en la campaña de Emmeline Pankhurst para evitar ser registrada como parte del censo de 1911. Mientras vivía en Rhodesia Avenue en Halifax, su ama de llaves la registró como "no presente" en la dirección el día del censo a pesar de ser la cabeza de familia.
Después del estallido de la Primera Guerra Mundial, la WSPU adoptó la postura de que sus demandas de sufragio deberían suspenderse para apoyar los esfuerzos de guerra. Algunas miembros de separaron para formar las Suffragettes de WSPU (SWSPU), entre ellas estaba Jones, que continuó haciendo campaña por los votos de las mujeres, desafiando públicamente la postura de Pankhurst en las páginas del Suffragists News Sheets. Escribiendo en septiembre de 1916, Jones proclamó "AHORA es el momento psicológico para exigir la admisión de mujeres a la franquicia [porque] la máquina política durante la guerra puede compararse con la cera selladora a la que se le ha aplicado calor: está en una condición para recibir nuevas impresiones [...] Después de la guerra se endurecerá nuevamente, y las viejas dificultades con los shibboleths del partido se revivirán". Nunca eludiendo sus puntos de vista, luego proclamaría que Pankhurst había "desvanecido su primer amor y se había ido al enemigo".